# Caradrina tunkuna
Caradrina tunkuna là một loài bướm đêm trong họ Noctuidae.